# Philaenus olivetorum
Philaenus olivetorum är en insektsart som först beskrevs av Costa 1836.  Philaenus olivetorum ingår i släktet Philaenus och familjen spottstritar. Inga underarter finns listade i Catalogue of Life.